# Священні гори Китаю

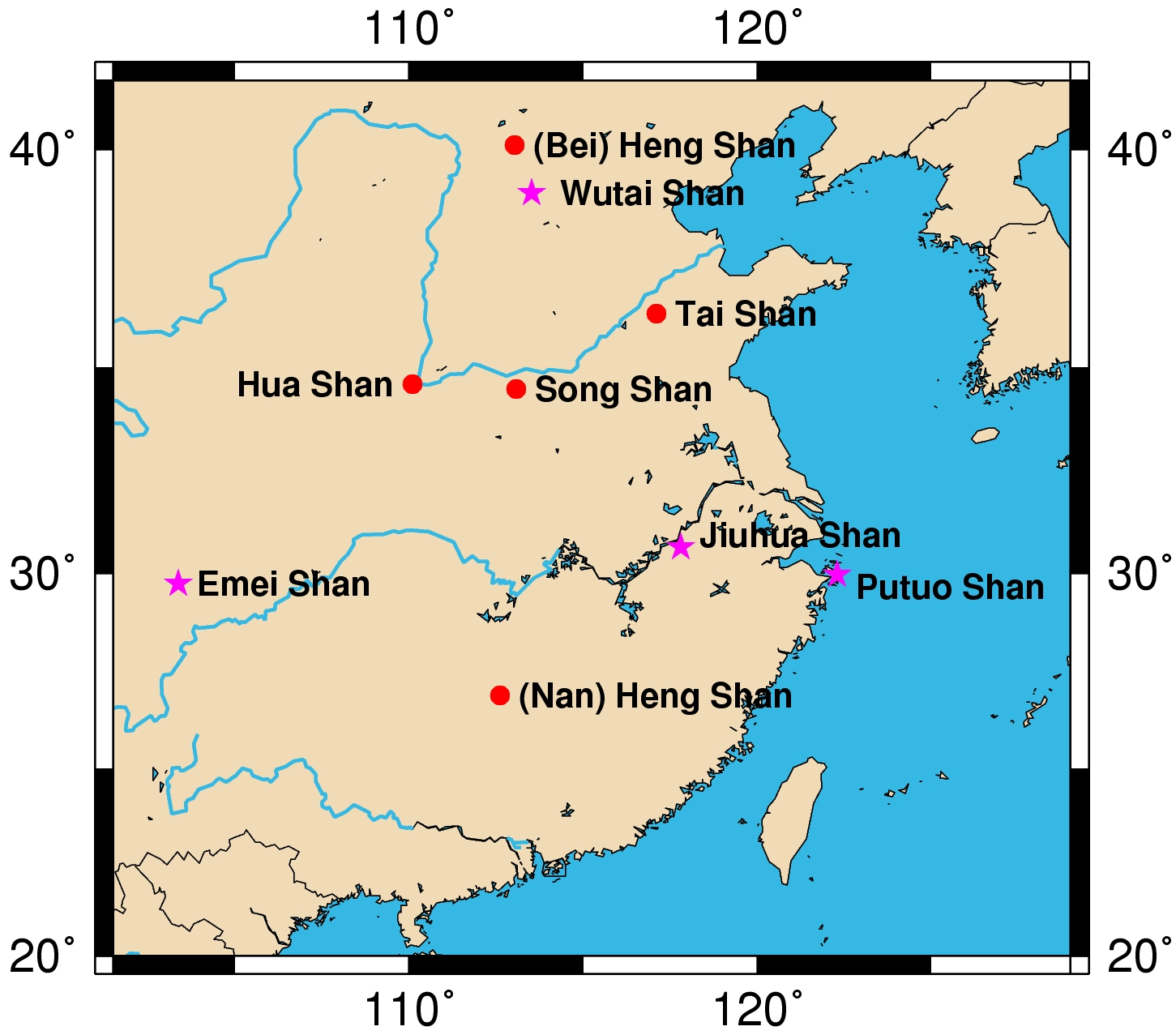
Карта священних гір Китаю: червоні кружки — даосизм, фіолетові зірочки — буддизм.

Священні гори Китаю — гори на території Китаю, шановані в буддизмі і даосизмі. Даоські гори називаються «П'ять великих гір» (кит.: 五岳), буддистські — «Чотири священних гори буддизму» (кит.: 四大 佛教 名山).
Священні гори з обох груп є об'єктами масового паломництва, причому китайське слово «паломництво» (朝圣 / 朝圣 cháoshèng) походить від фрази «віддати данину поваги священній горі» (朝拜 圣山 / 朝拜 圣山 cháobài shèng shān).

## П'ять великих гір

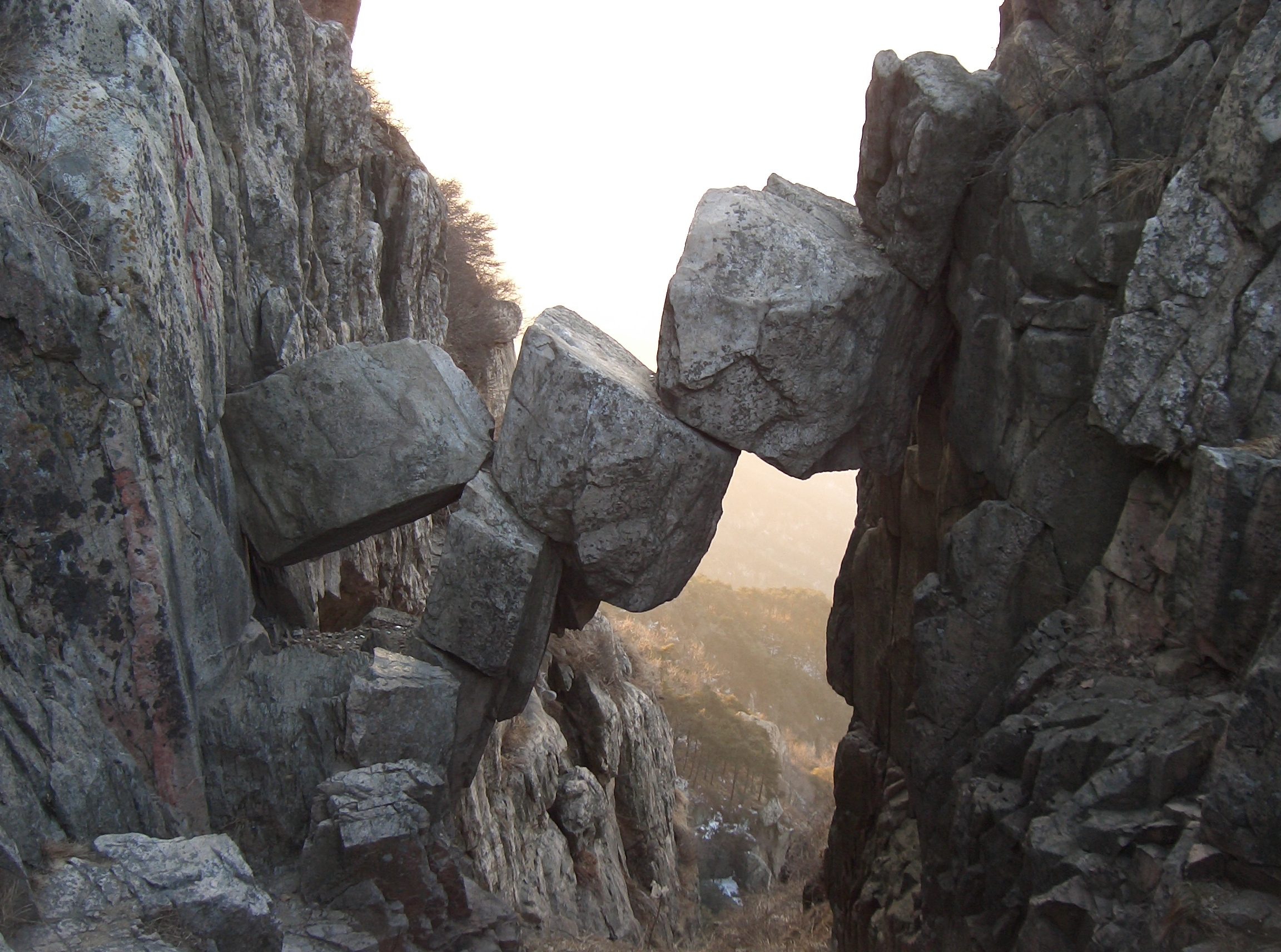
Міст Безсмертних на горі Тайшань.

Даоські П'ять великих гір утворюють схожу на хрест фігуру, орієнтовану по сторонах світу:
- Схід: Тайшань, провінція Шаньдун, 1545 м.
- Захід: Хуашань, провінція Шеньсі, 1997 м.
- Південь: Хеншань (Хунань), провінція Хунань, 1290 м.
- Північ: Хеншань (Шаньсі), провінція Шаньсі, 2017 м; знаменита висячим монастирем Сюанькун-си.
- Центр: Суншань, провінція Хенань, 1494 м.

Ці гори також називаються по напрямках, які представляють: «Велика північна гора» (北岳 / 北岳 Běi Yuè), «Велика південна гора» (南岳 / 南岳 Nán Yuè), «Велика східна гора» (东岳 / 东岳 Dōng Yuè), «Велика західна гора» (西岳 / 西岳 Xī Yuè) і «Велика центральна гора» (中岳 / 中岳 Zhōng Yuè).
За китайською легендою П'ять великих гір виникли від рук, ніг і голови Пань-гу — першої людини на Землі. Лежача на сході гора Тайшань асоціюється зі сходом сонця, народженням і оновленням і є самою священною з п'яти гір. Через своє особливе розміщення Тайшань вважається головою Пань-гу.

## Чотири священних гори буддизму

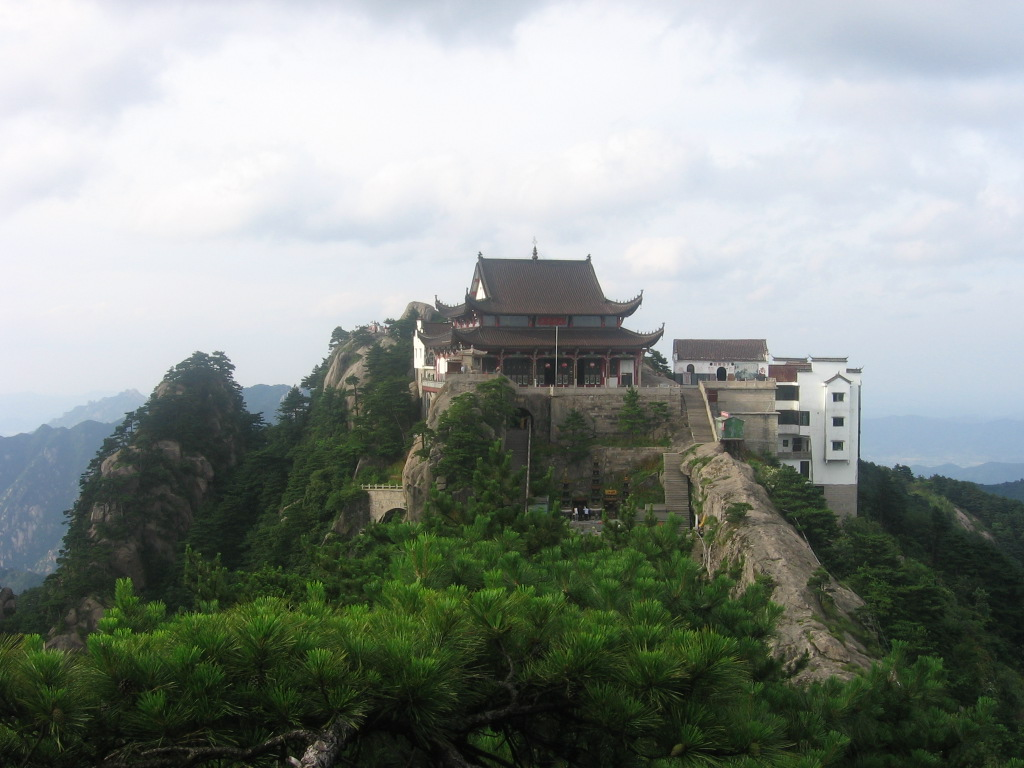
Верхній Досюн Баодянь, храм на горі Цзюхуашань.

Буддійські Чотири священних гори включають в себе:
- Утайшань, провінція Шаньсі, 3058 м.
- Емейшань, провінція Сичуань, 3099 м.
- Цзюхуашань, провінція Аньхой, 1341 м.
- Путошань, провінція Чжецзян, 284 м.

## Ресурси Інтернету
- Chinaportal.ru — 4 священних вершини
- Ecoethics.ru — Гори Китаю
- Sacred Mountains of China
- Religion and the environment in China — China Dialogue
- Вікісховище має мультимедійні дані за темою: Священні гори Китаю